# Institut collégial pentecôtiste
 (août 2022).
Le contenu est difficilement compréhensible vu les erreurs de traduction, qui sont peut-être dues à l'utilisation d'un logiciel de traduction automatique.
L'Institut Collégial Pentecôtiste de New York était un institut collégial de co-éducation géré initialement par l'Association des Églises Pentecôtistes d'Amérique à Saratoga Springs (New York) de septembre 1900 à mai 1902, et à partir de cette date, par Lyman C. Pettit, jusqu'à sa fermeture en février 1903. Cet institut est considéré comme un précurseur de l'institution du  Pentecostal Collegiate Institute (Rhode Island) et aussi du Eastern Nazarene College.

## Emplacement
Initialement, l'institut Collégial Pentecôtiste Américain tenait ses classes et logeait ses étudiants et sa faculté de septembre 1900 à septembre 1901, au Garden View House, qui est située au 534, Avenue Broadway, Saratoga Springs, New York.
Du 25 septembre 1901 PCI (Pentecostal Collegiate Institute) était située à l'Hotel Kenmore Hotel, qui avait été construit en 1880. Le bâtiment de trois étages était situé au 556, Avenue Broadway (à l'angle avec la rue Van Dam Street) à Saratoga Springs. Elle se situait sur les hauteurs surplombant Congress Park sur l'avenue principale du lac, et pouvait accueillir jusqu'à 400 invités.

## Histoire

### Institut Collégial Pentecôtiste de New York et l'école enseignement biblique (1900-1901)
Presque immédiatement après qu'il fut devenu membre de l'Association des Églises Pentecôtistes d'Amérique (APCA) en 1898, le Révérend. Lyman C. Pettit, le pasteur de la Grace Pentecostal Church in Saratoga Springs, New York, a commencé à formuler la nécessité de voir naitre une école destinée à la formation des prédicateurs, des missionnaires et des évangélistes et autres travailleurs Chrétiens membres de l'APCA, dans la mesure où « Pettit a été l'un des principaux défenseurs de la création de l'Institut Collégial Pentecôtiste ». Pettit était soutenu par le Rev. John H. Norris, pasteur de l'église APCA à Pittsburgh, en Pennsylvanie et modérateur de l'APCA, à partir de 1899; et le Rév. Fred A. Hillery, le pasteur de l'Église Pentecôtiste du Peuple à Sud Prodivence, Rhode Island, qui souhaitaient tous deux que l'école soit située à proximité de leur église. Hiram F. Reynolds, l'un des fondateurs de l'APCA, a contribué à convaincre les délégués, lors de la 4e réunion annuelle de l'APCA en avril 1899 de créer un Comité sur l'Éducation afin « d'examiner la question de la des écoles pentecôtistes; pour appuyer et concevoir les cours d'étude à destination des prédicateurs, des missionnaires et des évangélistes; et à traiter tout autre sujet d'intérêt qui pourraient venir avant eux ». Lors de la même réunion, l'APCA a élu un comité permanent sur l'éducation avec Norris comme président et Reynolds choisi pour être le secrétaire financier. Au cours de l'année suivante, ce comité a recommandé l'adoption d'un programme d'études pour les prédicateurs, ainsi que la mise en place de d'Écoles pentecôtistes. Ces recommandations furent adoptées lors de l'assemblée annuelle de l'année suivante, tenue à l'église de Pettit en avril 1900. En 1900, Pettit a été choisi pour être le président de la commission de l'Éducation, avec Reynolds comme le secrétaire financier. Les autres membres du comité étaient les suivants: Norris; Rév. Joseph Caldwell Bearse (né le 4 octobre 1869 dans le Sud-Chatham, Massachusetts; décédé le 2 juillet 1931 dans le Sud de Portland, Maine), puis pasteur de l'APCA Église, à Malden (Massachusetts); Rév. Charles H. BeVier (né le 5 septembre 1858 ; mort en 1905), alors curé de la John Wesley Church à Brooklyn, New York ; et le Rév. Henry N. Brown. L'Institut Collégial Pentecôtiste et l'École de Formation Biblique a été créé dans le but de fournir une éducation libérale et le la formation au Ministère dans une académie préparatoire, d'un cursus universitaire d'une durée de 4 années et de séminaires théologiques. Le comité a élu Pettit, comme le premier président de la nouvelle école, mais comme aucun salaire n'était versé, Pettit servit, sans aucune compensation, en s'appuyant sur son revenu de pasteur de la Grace Pentecostal Church.
Pendant l'été 1900, Pettit avait recruté un enseignant en théologie, et le journal officiel de  l'APCA, le Beulah Chrétien a annoncé que le PCI entrerait en activité en septembre 1900. Le PCI a été accrédité par l'État de New York, Département de l'Éducation, Conseil des Régents de l'Université de l'État de New York. Comme il n'y avait pas d'autres structures semblables à Saragota Springs, à ce moment-là, le PCI s'est vu octroyer un financement de l'état en addition des fonds propres de l'APCA et de ses membres. Tous les enseignants devaient être sanctifiés (vœux) via  l'entière sanctification, et la Bible devait être le Grand Manuel'. Au Cours de l'été 1900, Pettit a été actif dans le recrutement d'étudiants en rencontrant des jeunes lors de réunions de camp à travers le Canada et Pennsylvanie. Le 25 septembre 1900, le PCI a commencé avec le Rév. William F. Albrecht (né en juin 1856 à New York, un ancien pasteur Méthodiste de la Conférence de New York, qui avait précédemment été directeur de Greenville Académie de Greenville, à New York pendant plusieurs années, et pendant deux ans comme professeur à Claverack College, qui avaient rejoint l'APCA septembre 1900, choisi pour être principal. Il y avait cinq autres personnels d'enseignement: Miss Henrietta Moke, un ancien professeur de lycée de Brooklyn, qui a été vice-recteur ; Miss Eva B. Ayers, un ancien directeur de du lycée de Portland dans le Maine, qui a été perceptrice, William H. Albert, fils du principal, enseignant l'algèbre et la géométrie.
Pour la première année, le PCI était situé dans les locaux loués du Garden View House. un resort-Hotel situé au 536 Avenue de Broadway, à Saragota Springs. qui avait la capacité d'accueil de soixante-quinze élèves. Les frais de Scolarité, de chambrée, de blanchisserie étaient de seulement $100, avec une augmentation à 125 $ l'année suivante. Depuis sa création, le PCI était à la fois co-éducation (matières religieuses et classiques) et interconfessionnel. L'inscription initiale était de 51 élèves, avec 21 de Saratoga Springs, et des étudiants de huit états différents. Les étudiants étaient inscrits dans le lycée du PCI et sa classe préparatoire Il y avait 17 élèves en cours élémentaire, 12 lycéens, 11 séminaristes, et 11 étudiants en classes spéciales. Contrairement aux Universités Bibliques de cette époque, le PCI était un établissement d'enseignement post secondaire et comprenait dans son programme des deux premières années, des arts libéraux avec des matières comme le Latin, le grec, les langues modernes, l'art, la musique, et la lecture publique dans son cursus pour les étudiants ministériels. Le PCI a explicitement rejeté l'utilisation de la haute critique concernant l'étude de la Bible. C'était le but déclaré de ses fondateurs que « la sainteté doit apparaitre sur tous les éléments architecturaux, des pontons aux stèles et doivent être centrées sur les représentations du Christ, en vertu de la reconnaissance de l'existence du Saint-esprit. » En outre, ils ont indiqué « à la fois l'esprit et le corps gouvernés par un esprit purifié, lavé de sang et couronné de feu, est la fin recherchée pour tous les élèves. » En conséquence, depuis sa création, il y a un engagement à trouver l'équilibre d'une formation préparant au ministère, mais aussi « une énorme pression était exercée tout au long de l'année afin d'amener chaque étudiant dans une profession qui les autorise à distiller et octroyer la Grâce et le Pardon. Des scènes plutôt débridée de ferveur émotionnelle caractéristiques étaient observées. » D'ici la fin du premier trimestre, basiquement, « la quasi-totalité des élèves étaient convertis, et la plupart d'entre eux sanctifiés en totalité ».

### Séminaire de l'Institut Collégial Pentecôtiste de New York (1901-1903)
Lors du 6e congrès annuel de l'APCA, tenu en avril 1901, Pettit a été réélu président du Comité Pédagogique, avec Bearse élu Secrétaire, Reynolds élu Secrétaire Financier. En plus de Bevier, et de Norris, le Comité de l'éducation incluait également le Rév Reynolds et Albert B. Riggs, le pasteur de l'APCA Church à Lowell, dans le Massachusetts ; Hillery, lui avait été élus trésoriers. Le Comité a décidé ensuite de ne pas réembaucher Albrecht, ni les autres membres de sa famille en raison de conflits de personnes avec Pettit. Pettit a été choisi pour devenir principal, tout en restant président du  PCI, et pour continuer à servir en tant que pasteur de l'Église Pentecôtiste de la Grâce. Le Comité d'Éducation permanent a également recommandé qu'un « bâtiment soit érigé pour le PCI à un coût ne pouvant excéder 20 000 $, à condition que 10 000 $ en bons de suscriptions puissent être garantis ». Le nom de l'école a été changé en Institut Collégial Pentecôtiste et Séminaire Biblique.
Au cours de l'été Pettit acheta pour $ 16500 le Kenmore Hôtel, un hotel-resort de trois étages en briques capable d'accueillir entre 150 et 200 étudiants, situé au 556, Avenue Broadway (à l'angle avec Van Dam Street) à Saratoga Springs comme un lieu permanent du PCI. Le Comité fut seulement en mesure d'effectuer un paiement initial de 2 500 $. Comme le PCI a été constitué en personne morale, les actes et les droits afférents ont été émis au nom de Pettit plutôt qu'au nom du PCI ou de l'APCA.
Au début de sa deuxième année de fonctionnement, le 12 septembre 1901, Rév. David C. Thatcher (né en juillet 1858, un pasteur de la Conférence Méthodiste du Vermont, est devenu le troisième principal du PCI, tandis que Pettit est resté Président du PCI, ainsi que président du comité exécutif. En outre, huit nouveaux membres du corps professoral ont été recrutés, incluant Mère Ella Winslow Perry (née en juin 1856, dans le Vermont ; décédé le 25 novembre 1919 à Buldana en Inde), qui était la veuve de Rév. Nathan F. Perry (né vers 1840 au Canada; décédé d'une insuffisance cardiaque en 1884 à Saint-Albans, Vermont) (un pasteur Méthodiste qui avait été pasteur dans le Vermont), qui a servi en tant que surveillante, et plus tard en tant que doyen des femmes, gouvernante générale, et infirmière ; son fils, Ernest Winslow Perry (né en 1876 à Brattleboro, Vermont ; décédé le 22 novembre 1902 à North Scituate, Rhode Island), diplômé de l'Université de Boston, qui avait été professeur de Pembroke (Massachusetts), qui a enseigné le grec, l'allemand, les sciences et les mathématiques ; et de sa fille, Gertrude L. Perry (née en août 1879 à Springfield, Vermont), qui avait assisté à l'Université du Vermont, mais a plus tard enseigné l'anglais, le français, et de la musique, tout en étudiant au PCI. L'effectif avait augmenté à 78 élèves, avec « Trente-trois membres du collège en cours de préparation, dix-neuf dans inscrits au séminaire biblique et vingt-six dans les autres départements ». En octobre 1901, « près d'une centaine de personnes » étaient inscrits au PCI, dont vingt-cinq se mettaient à genoux devant l'autel à la « recherche soit de pardon ou de pureté ». Selon l'historien James R. Cameron, bien que l'éducation était d'une grande qualité au PCI, l'étude biblique avait clairement la priorité sur l'éducation générale dans l'éducation dispensée au PCI" et les « scènes de ferveur émotionnelles ont été caractéristiques de l'école ». Pour ces raisons, certains habitants crurent que le PCI était dirigé par des fanatiques religieux, c'est pourquoi durant le mois d'octobre 1901, une pétition a été circula à Saratoga Springs pour tenter de fermer le PCI, et il y'eut des tentatives pour faire arrêter Pettit, mais le PCI avait le soutien des voisins, du sénateur de l'état, et d'autres habitants influents de la ville. En dépit de l'augmentation des taux de scolarisation et du fait que Pettit continuait à servir bénévolement au PCI, le PCI rencontrait des difficultés financières notamment parce que seulement six des 30  congrégations de l'APCA fournissaient un soutien financier. À la fin de sa deuxième année de fonctionnement, neuf élèves ont terminé leur formation en enseignement Biblique et entrèrent dans le ministère pastoral.
Lors de la 7e réunion annuelle de l'APCA, tenue en avril 1902, Pettit a déclaré que « le nombre de professeurs a augmenté à quatorze et le nombre d'inscriptions a presque doublé. Le bâtiment de l'école, y compris l'ensemble du mobilier, a pu être acheté pour un montant de $ 16500 ». En outre, Pettit a indiqué que, concernant la vocation de son établissement, « l'école n'est peut-être pas seulement une école biblique, mais également un saint collège s'efforçant de diffuser les saintes écritures dans le monde entier ». En raison de conflits avec Pettit sur des dépenses non autorisées  et du niveau anormal de la dette,le Comité Pédagogique de l'APCA a décidé de renforcer son contrôle sur PCI et de son président, et d'insister sur sa responsabilité financière, pour intégrer le PCI à un trust, afin de vendre la propriété de l'école « dès que la vente pourrait être effectuée dans des conditions avantageuses », et pour sécuriser les biens au nom de l'APCA. L'assemblée annuelle de l'APCA a adopté l'ensemble des recommandations du Comité.
Pettit, défendait l'idée que ses dirigeants ne devaient rendre des comptes qu'à Dieu, et que les affaires humaines étaient contraire à la sainteté et au vu de la lourdeur de l'administration du PCI, il venait à croire que le PCI devait être indépendant. Relocalisé à Saratoga Springs et a annoncé qu'il continuerait à faire fonctionner le PCI dans son emplacement actuel, et qu'il n'allait plus être sous le contrôle de l'APCA ou de son Comité d'Éducation. Pettit a démissionné de l'APCA et de son poste de pasteur de l'Église Pentecôtiste de la Grâce à compter du 1er mai 1902. La majorité des étudiants de la faculté ont soutenu Pettit.

Le Comité Pédagogique a décidé de se dissocier du PCI et de Pettit, et a réagi en annonçant qu'« il a été jugé préférable, toutes choses considérées, de rompre toutes les relations avec le PCI à Saratoga Springs de New York, sous sa direction actuelle ». Selon l'historien Timothy L. Smith:
Le zèle de Pettit a dépassé les limites de la sagesse financière, et le tumulte de sa vie personnelle dépasse de loin les hauteurs de vue proclamées dans ses sermons. Un nouveau bâtiment, acheté à l'été 1901, pour de 16 500 $, est resté largement en dette. Les factures pour les améliorations et les charges d'exploitation sont garantis par une hypothèque de deuxième rang à la légalité douteuse. La propriété s'est avérée finalement avoir été cédée entièrement à Pettit. Ces faits ne sont pas devenu clairs, cependant, jusqu'en mai 1902, lorsque H. Brun visité Saratoga pour enquêter sur les rumeurs de fanatisme et de conduites morales inadaptées de la part des dirigeants de l'école. Brown a largement pu confirmer les rumeurs qu'il avait entendues.
Comme il n'était pas le propriétaire légal des biens du PCI, le Comité a décidé d'abjurer toute responsabilité pour ses dettes et d'ouvrir une nouvelle école dans un endroit différent, et d'en fin de compte de décider de déménager à North Scituate, Rhode Island. Après Pettit se soit retiré de l'APCA, il a continué à faire fonctionner l'école lui-même. Bien que quelques-uns des enseignants ou des étudiants aient décidé de transférer leur allégeance ou d'inscription à la nouvelle école, Pettit était incapable d'honorer ses engagements financiers et de faire face aux échéances de son prêt hypothécaire, et le PCI ferma ses portes en février 1903. Pettit se plaça sous la loi de faillites le 29 août 1903 avec  26,483 $ de dettes et des actifs de 22 124 $, et a été déclaré en faillite en 1904. Le Rév. William Howard Hoople, l'un des fondateurs de l'APCA, qui avait été élu surintendant des missions pour APCA, en avril 1904, a fait valoir que l'APCA devrait assumer certaines dettes du PCI à Saratoga. Lorsque l'APCA a refusé d'accepter la responsabilité de certain dettes du PCI à Saragota, Hoople a démissionné de son poste de surintendant des missions, mais il est resté dans la dénomination.